# Desfontainiaceae
Desfontainiaceae es una familia con un solo género: Desfontainia. Comprende 14 especies descritas y de estas, solo 3 aceptadas.
En el Sistema de clasificación APG III la familia ha sido invalidada y colocada en Columelliaceae.

## Descripción
Son arbustos o árboles pequeños erectos a desparramados, glabros, angulares. Hojas opuestas o subopuestas, pecioladas, conectadas en la base por una línea estipular delgada; lámina obovada a elíptica, coriácea, penninervada, glabra, con (1-)3-5 lobos grandes, deltados, rematados en espina, en cada lado, la base cuneada, frecuentemente decurrente sobre el pecíolo, el ápice agudo, rematado en espina. Flores solitarias en axilas foliares superiores, pediceladas, 5-meras; lóbulos del cáliz lanceolados, connatos en la base, persistentes en el fruto; corola predominantemente roja o anaranjada, el tubo más largo que el cáliz, cilíndrico, los lobos ligeramente patentes; estambres ligeramente exertos, las anteras lineares, casi sésiles, insertadas justo abajo de la garganta del tubo de la corola; ovario superior, oblongo, 5-locular; estilo alargado, delgado; estigma capitado, al mismo nivel que las anteras. Fruto en baya multiseminada, amarilla o blanca, elipsoide a ovoide; semillas ovoides o elipsoides, brillantes, no aladas.

## Distribución
Se distribuye desde la VII hasta la XII región, en la cordillera de la Costa y en la de Los Andes llegando hasta el límite altitudinal arbóreo. También se encuentra en Argentina y Perú. 
Su especie es un arbusto siempreverde que alcanza una altura de hasta 25 dm, corteza de color gris ceniza.

## Taxonomía
El género fue descrito por Ruiz & Pav.  y publicado en Florae Peruvianae, et Chilensis Prodromus 29. 1794.
Etimología
Desfontainia: nombre genérico otorgado en honor del botánico francés René Louiche Desfontaines.

## Especies aceptadas
A continuación se brinda un listado de las especies del género Desfontainiaceae aceptadas hasta mayo de 2013, ordenadas alfabéticamente. Para cada una se indica el nombre binomial seguido del autor, abreviado según las convenciones y usos.
- Desfontainia fulgens D.Don
- Desfontainia spinosa Ruiz & Pav.
- Desfontainia splendens Humb. & Bonpl.